# Фаллендар
Фаллендар (нім. Vallendar) — місто в Німеччині, розташоване в землі Рейнланд-Пфальц. Входить до складу району Маєн-Кобленц. Центр об'єднання громад Фаллендар.
Площа — 13,22 км2. Населення становить 8764 ос. (станом на 31 грудня 2020).

## Галерея

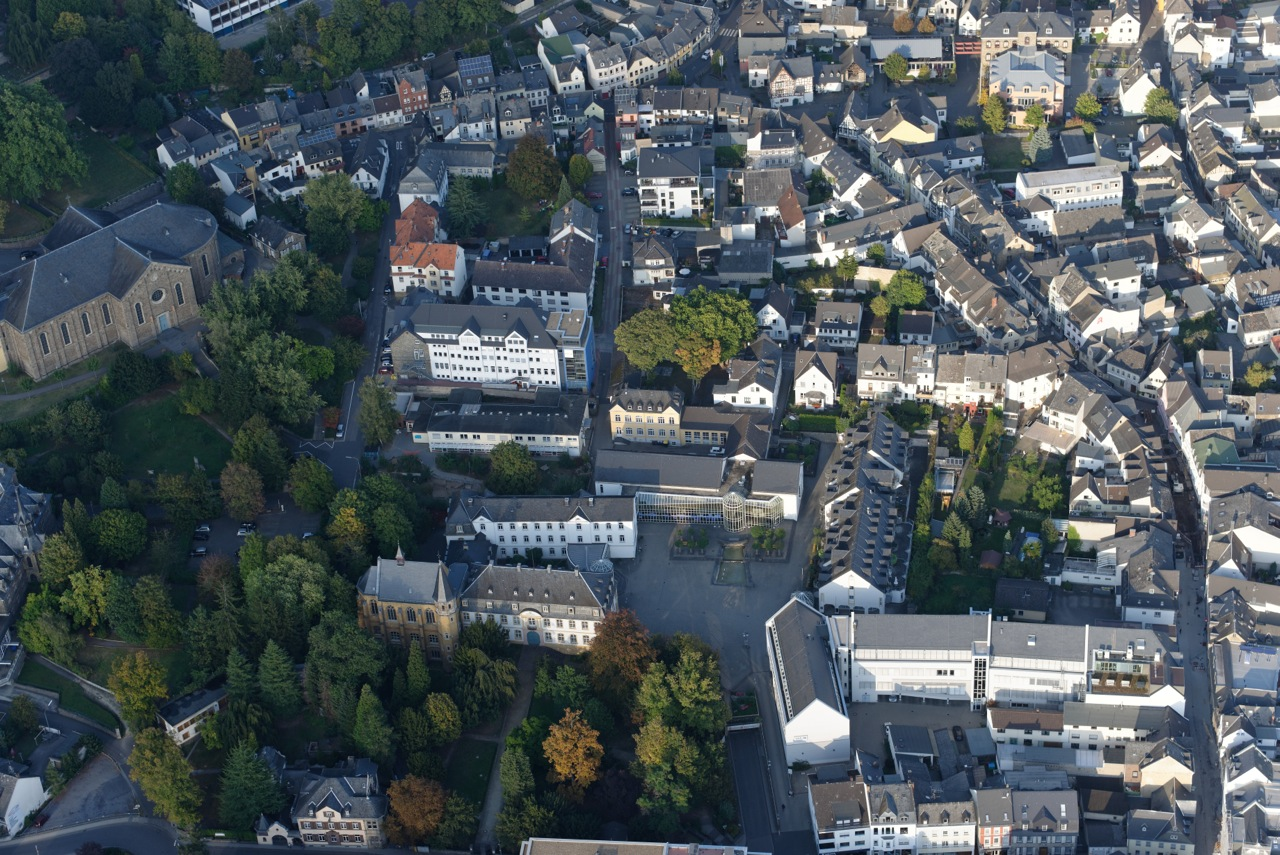
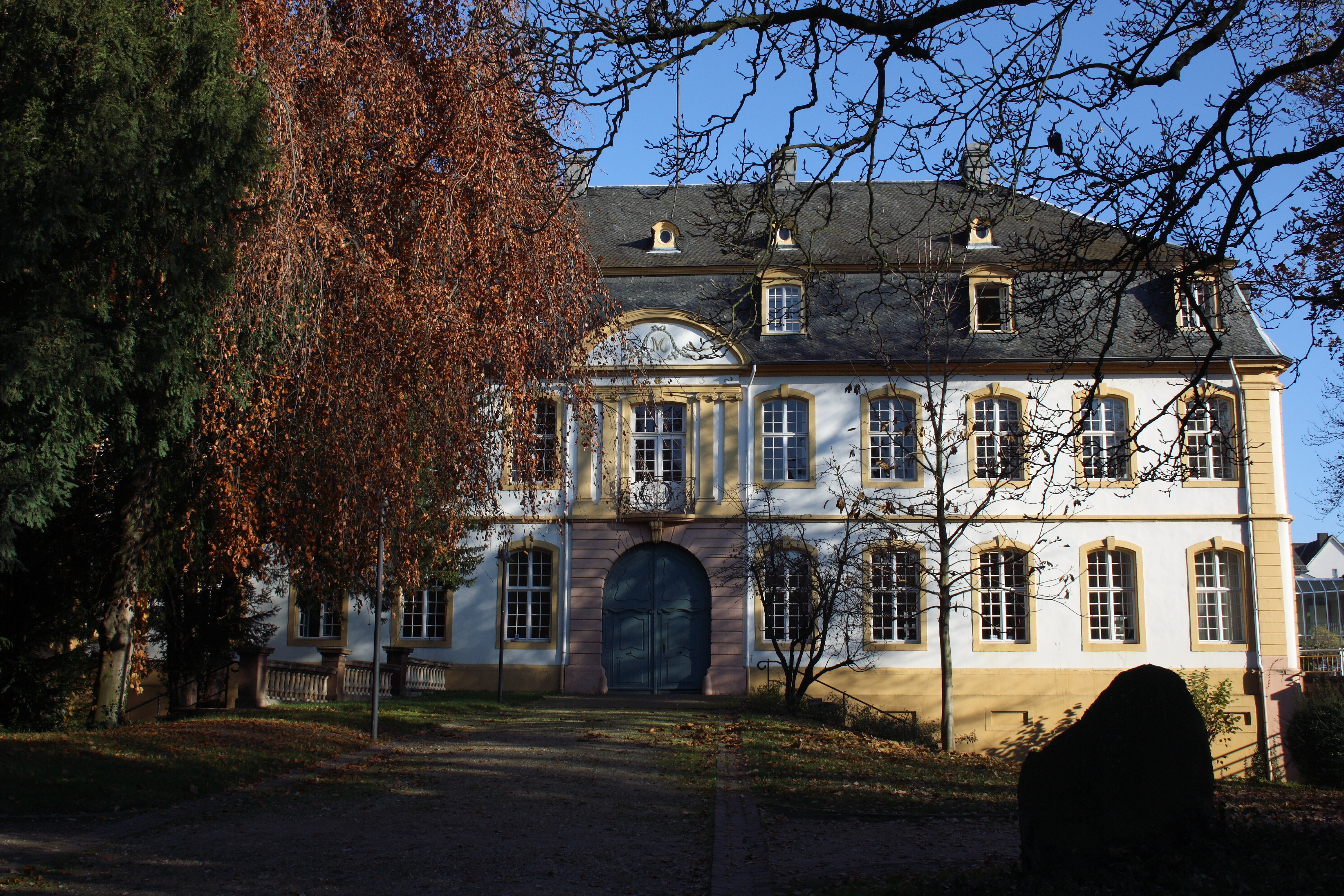
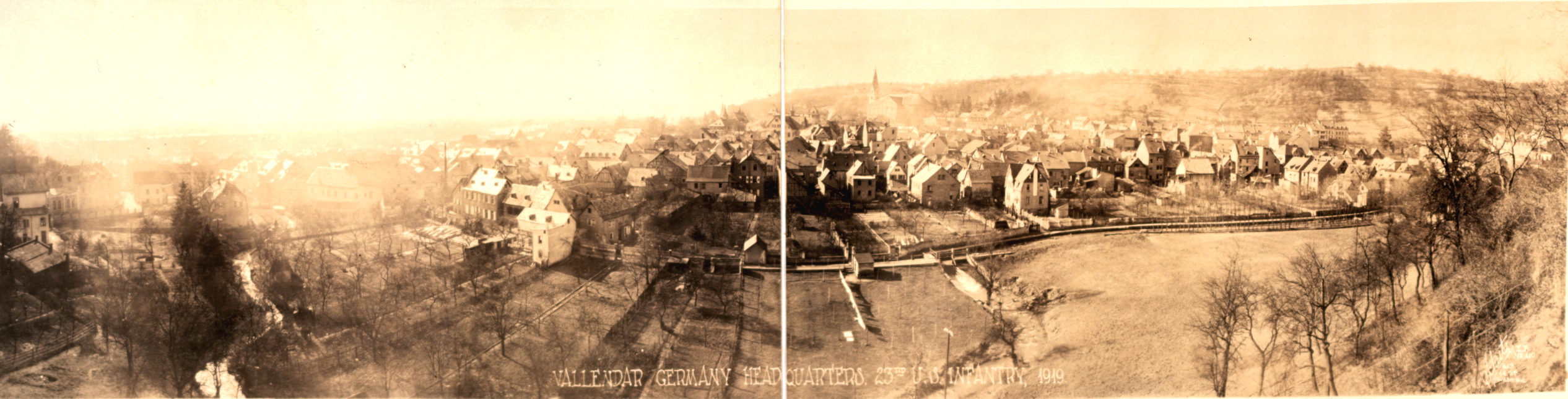
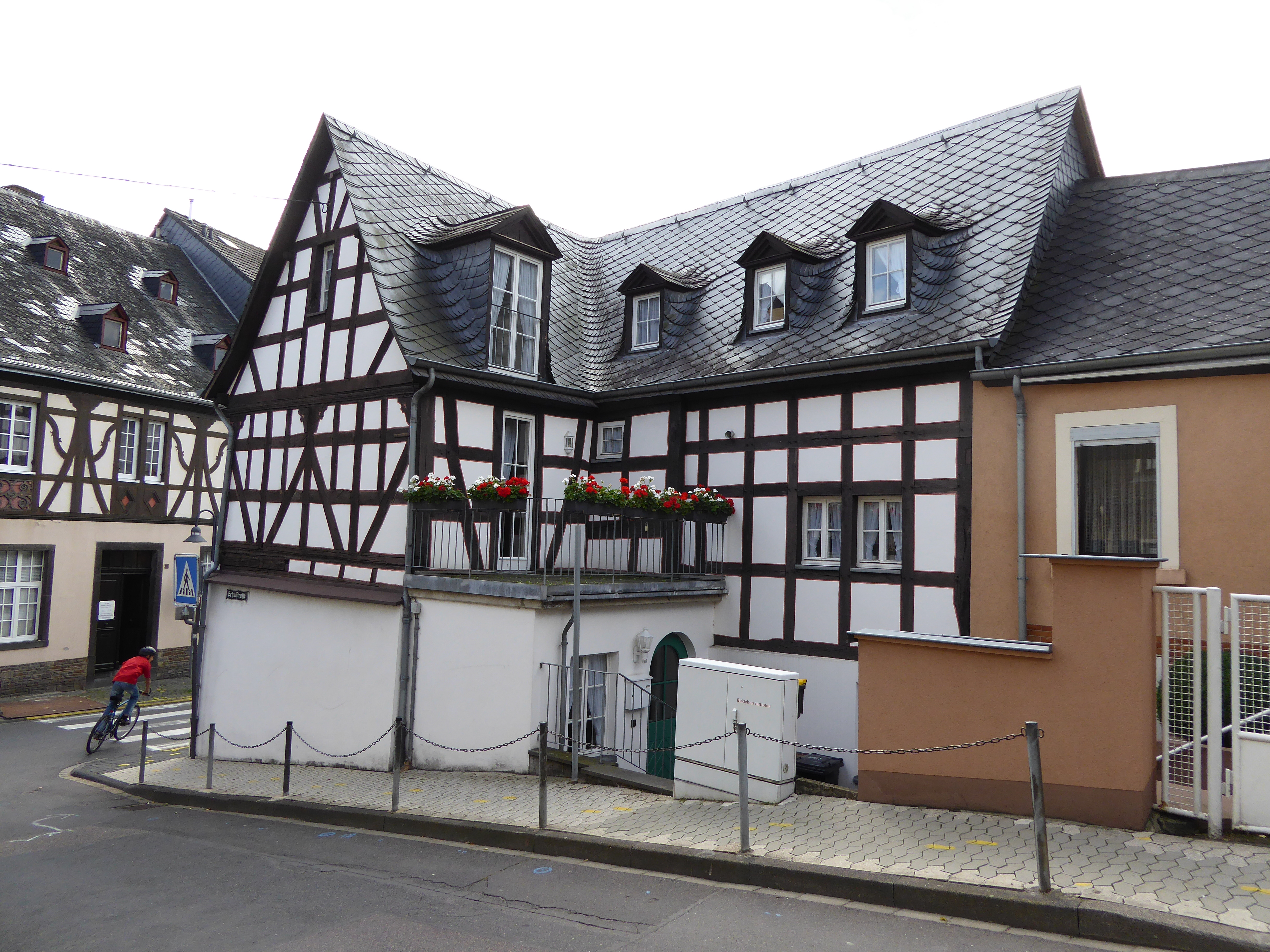
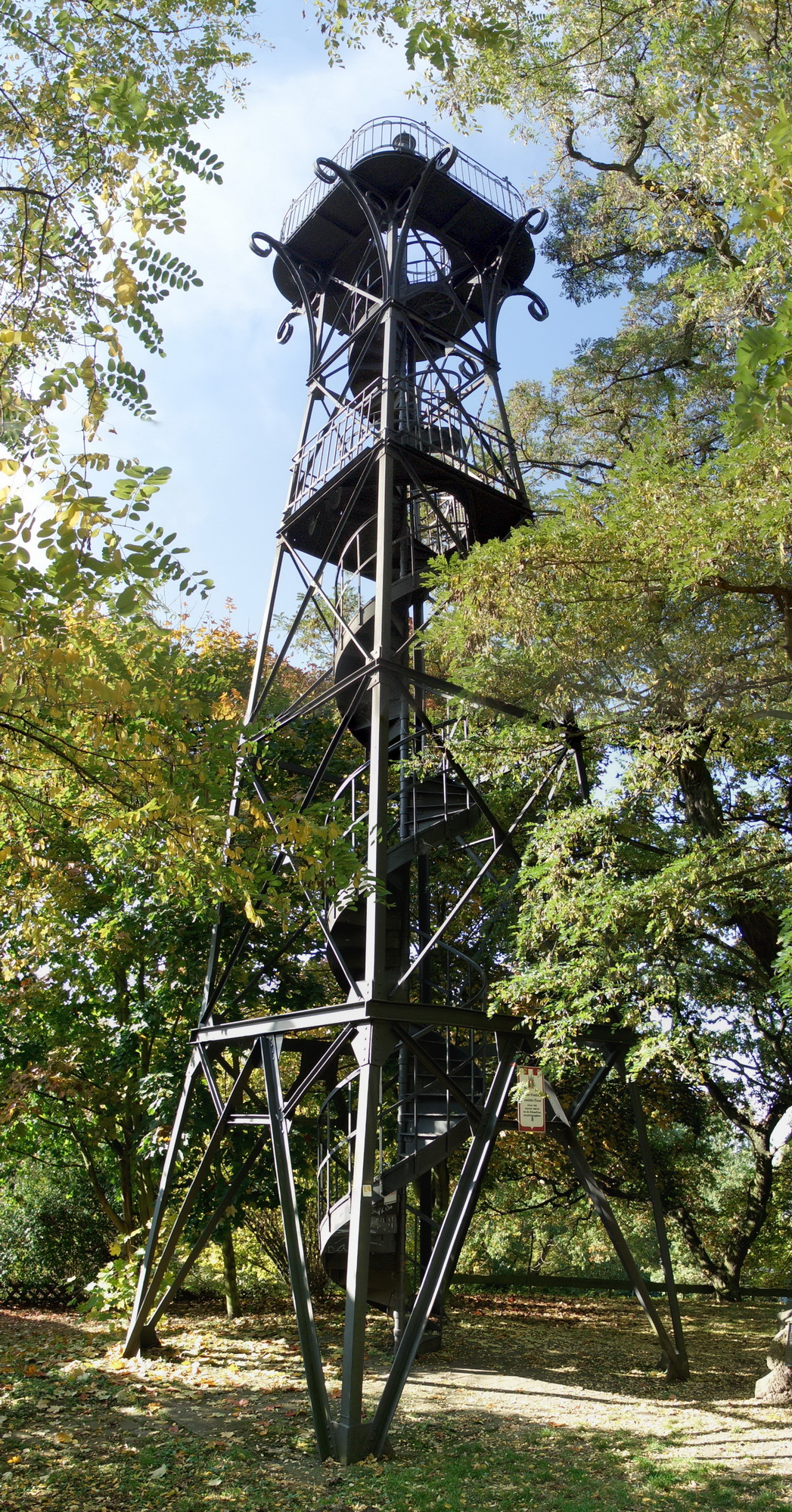

## Географія

### Адміністративний поділ
Місто  складається з 4 районів:
- Маллендар
- Маллендарер-Берг
- Шенштатт
- Гумшлаг